# العلاقات اللاوسية المصرية
العلاقات اللاوسية المصرية هي العلاقات الثنائية التي تجمع بين لاوس ومصر.

## مقارنة بين البلدين
هذه مقارنة عامة ومرجعية للدولتين:
| وجه المقارنة                                              | لاوس        | مصر           |
| --------------------------------------------------------- | ----------- | ------------- |
| المساحة (كم2)                                             | 236.80 ألف  | 1.01 مليون    |
| عدد السكان (نسمة)                                         | 6.86 مليون  | 94.80 مليون   |
| الكثافة السكانية (ن./كم²)                                 | 28.97       | 93.86         |
| العاصمة                                                   | فيينتيان    | القاهرة       |
| اللغة الرسمية                                             | اللغة اللاو | اللغة العربية |
| العملة                                                    | كيب لاوي    | جنيه مصري     |
| الناتج المحلي الإجمالي (بليون دولار)                      | 16.85 مليار | 235.37 مليار  |
| الناتج المحلي الإجمالي (تعادل القوة الشرائية) بليون دولار | 38.71 مليار | 998.67 مليار  |
| الناتج المحلي الإجمالي الاسمي للفرد دولار أمريكي          | 1.82 ألف    | 3.61 ألف      |
| الناتج المحلي الإجمالي للفرد دولار أمريكي                 |             |               |
| مؤشر التنمية البشرية                                      | 0.575       | 0.690         |
| رمز المكالمات الدولي                                      | +856        | +20           |
| رمز الإنترنت                                              | .la         | .eg، .مصر     |
| المنطقة الزمنية                                           | ت ع م+07:00 | ت ع م+02:00   |

## منظمات دولية مشتركة
يشترك البلدان في عضوية مجموعة من المنظمات الدولية، منها:
| علم المنظمة | اسم المنظمة                        | تاريخ انضمام لاوس | تاريخ انضمام مصر |
| ----------- | ---------------------------------- | ----------------- | ---------------- |
|             | يونسكو                             | 9 يوليو 1951      | 22 يناير 1947    |
|             | منظمة الشرطة الجنائية الدولية      | ?                 | 7 سبتمبر 1923    |
|             | البنك الدولي للإنشاء والتعمير      | 5 يوليو 1961      | 27 ديسمبر 1945   |
|             | وكالة ضمان الاستثمار متعدد الأطراف | 5 أبريل 2000      | 12 أبريل 1988    |
|             | مؤسسة التنمية الدولية              | 28 أكتوبر 1963    | 26 أكتوبر 1960   |
|             | مؤسسة التمويل الدولية              | 29 يناير 1992     | 20 يوليو 1956    |
|             | الأمم المتحدة                      | 14 ديسمبر 1955    | 24 أكتوبر 1945   |

## وصلات خارجية
- موقع وزارة الخارجية المصرية